# Massimo Polidoro
Massimo Polidoro (né le 10 mars 1969 à Voghera, dans la province de Pavie) est un écrivain, un journaliste, un universitaire et un vulgarisateur scientifique italien, qui se rattache au mouvement sceptique italien.
Auteur et sceptique, Massimo Polidoro est directeur exécutif au Comitato Italiano per il Controllo delle Affermazioni sul Paranormale et a publié plus de trente livres, y compris des essais d'investigation, des biographies, des romans et des aventures pour jeunes adultes.

## Biographie
Diplômé en psychologie à l'université de Padoue, avant de se spécialiser dans la psychologie de l'insolite et de la tromperie, Massimo Polidoro a contribué à fonder le CICAP (it) (Comitato Italiano per il Controllo delle Affermazioni sul Paranormale), l’équivalent italien du CSICOP américain, dont il est le secrétaire national. Il enseigne à l’université de Milan-Bicocca.
Massimo Polidoro a été l'élève de James Randi, avec lequel il a étudié le paranormal, la parapsychologie, la télépathie et la magie.
Il tient la chronique « Notes from a Fringe Watcher » du magazine Skeptical Inquirer. En Italie, il se produit sur la chaîne de télévision Rai 2.

## Livres
Massimo Polidoro a publié plus de trente livres, dont beaucoup ont été traduits en anglais. Il a également écrit des romans pour la jeunesse.

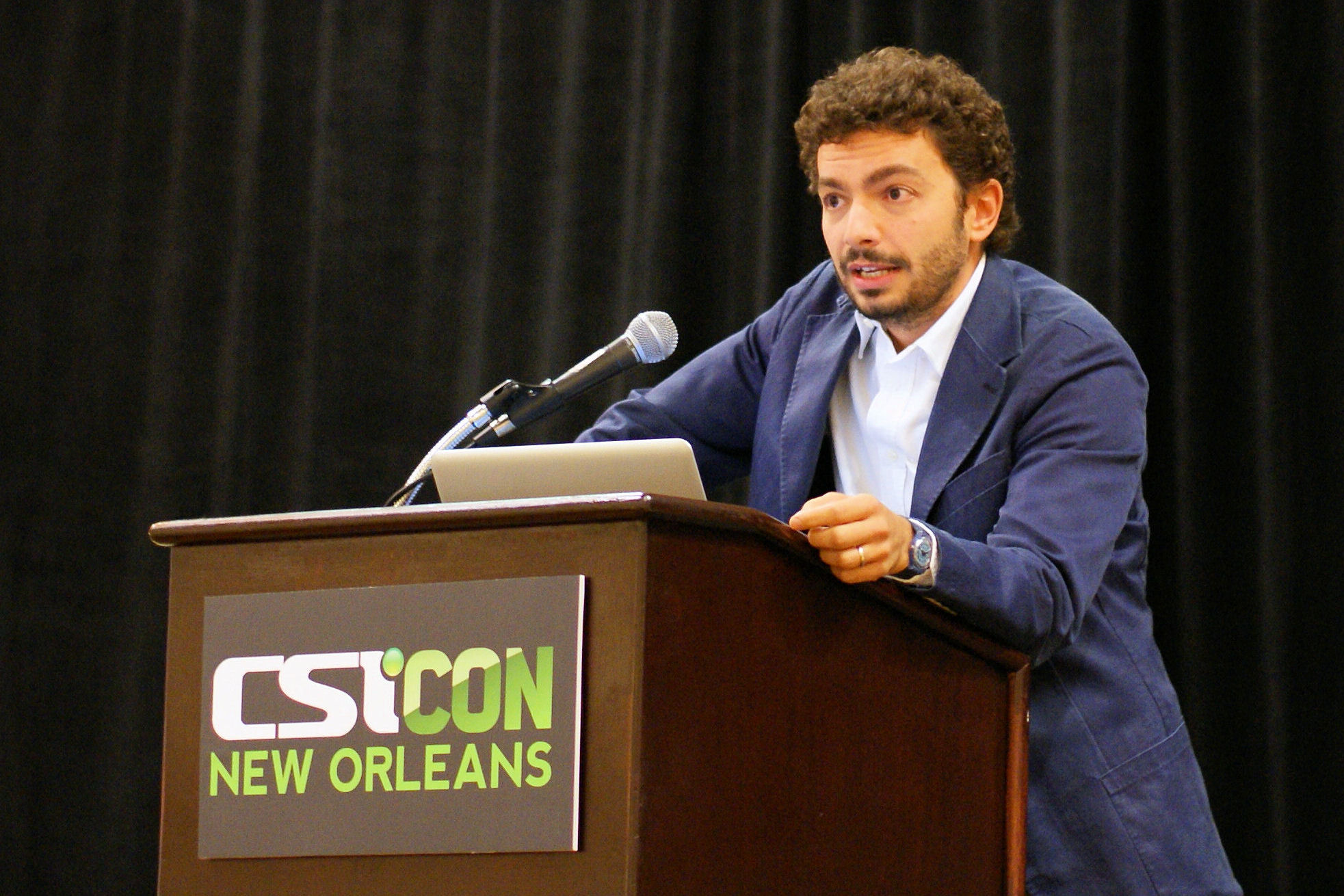

### Essais
- Viaggio tra gli spiriti (Sugarco, 1995)
- L'illusionismo dall'A alla Z (Sugarco, 1995)
- Dizionario del paranormale (Esedra, 1997)
- Sei un sensitivo? (Avverbi, 1997)
- L'illusione del paranormale (Franco Muzzio Editore, 1998)
- La maledizione del Titanic (Avverbi, 1998)
- I segreti dei fachiri (avec Luigi Garlaschelli) (Avverbi, 1999)
- Investigatori dell'occulto (avec Luigi Garlaschelli) (Avverbi, 1999)
- L'universo senza fine (avec Tullio Regge) (Mondadori, 1999)
- Il sesto senso (Éditions Piemme, 2000)
- Il grande Houdini (Éditions Piemme, 2001)
- Final Séance (Prometheus Books, 2001)
- Grandi misteri della storia (Éditions Piemme, 2002)
- Gli enigmi della storia (Éditions Piemme, 2003)
- Il trucco c'è! (avec Mariano Tomatis) (CICAP, 2003)
- Secrets of the Psychics (Prometheus Books, 2003)
- Grandi gialli della storia (Éditions Piemme, 2004)
- Cronaca nera (Éditions Piemme, 2005)
- Elvis è vivo! (Éditions Piemme, 2006)
- 11/9 La cospirazione impossibile (direction éditoriale) (Éditions Piemme, 2007)
- Indagatori del mistero (avec Luigi Garlaschelli) (CICAP, 2009)
- La scienza dei mostri (direction éditoriale) (CICAP, 2011)
- Milano insolita e segreta, Editions Jonglez, 2012.
- Enigmi e misteri della storia, Éditions Piemme, 2013.
- Complotti, bufale e leggende metropolitane, Focus, 2013.
- Indagine sulla vita eterna, avec Marco Vannini, Arnoldo Mondadori Editore, 2014.
- Rivelazioni. Il libro dei segreti e dei complotti, Éditions Piemme, 2014.
- Straordinari misteri della storia, Allegato FOCUS Storia n° 107, 2015.
- L'avventura del Colosseo, Éditions Piemme, 2016.
- I poteri della mente, Mondadori Scienza, Allegato FOCUS e FOCUS Storia, 2017
- Segreti e tesori del Vaticano, Éditions Piemme, 2017
- Atlante dei luoghi misteriosi d'Italia, Bompiani, 2018
- Houdini. Mago dell'impossibile, Codice edizioni, 2018
- Io, Leonardo da Vinci, Il Battello a Vapore, 2019
- Il mondo sottosopra, Éditions Piemme, 2019
- Atlante dei luoghi misteriosi dell'antichità, Bompiani, 2020

### Enquêtes
- Etica criminale (Éditions Piemme, 2007)
- Un gioco infame. La banda della Uno bianca (Éditions Piemme, 2008)
- Eravamo solo bambini (Éditions Piemme, 2010)
- Marta che aspetta l'alba (Éditions Piemme, 2011)
- Titanic. Un viaggio che non dimenticherete (Éditions Piemme, 2012)
- Il nido degli angeli (Éditions Piemme, 2016)

### Fiction
- Re David (avec Ferruccio Parazzoli et Grandi & Associati réunis sous le pseudonyme F. M. Celsius) (Mondadori, 2003)
- Il Profeta del Reich (Aliberti, 2006)

### La squadra dell'impossibile
Série de romans pour la jeunesse signés sous le pseudonyme de Max Keller :
- Il complotto di Frankenstein (Il battello a vapore, 2010)
- La notte di Dracula (Il battello a vapore, 2011)
- La statua dagli occhi di smeraldo (Il battello a vapore, 2012)

## Honneur
L'astéroïde (193818) Polidoro est nommé en son honneur.